# Claudia Ruggeri
Claudia Ruggeri (Napoli, 30 agosto 1967 – Lecce, 27 ottobre 1996) è stata una poetessa italiana.

## Biografia
Nata a Napoli da padre leccese e da madre napoletana, cresce nella città natia paterna, dove la famiglia s'era trasferita l'anno successivo alla sua nascita. Esordisce giovanissima nel 1985, alla festa dell'Unità di Lecce, quando declama i suoi versi durante una lettura pubblica di poeti locali, al quale è presente anche il poeta (e amico) Dario Bellezza, che apprezza la vitalità della sua espressione poetica. Viene accolta come voce promettente e singolare nel nuovo panorama letterario.
come i soffitti scavalcati di cieli»
(Claudia Ruggeri, Lamento della sposa barocca)
Conosce il poeta e critico letterario Franco Fortini, per cui nutre profonda stima e col quale nasce un intenso dialogo epistolare.
Muore suicida a Lecce il 27 ottobre del 1996, lanciandosi nel vuoto dal balcone della sua abitazione.
La sua prima opera, Inferno minore, verrà pubblicata postuma due mesi dopo la sua morte sulla rivista L'incantiere, che realizza un numero speciale. I versi sono caratterizzati da uno stile colto, raffinato e sibillino. Nel 2007 l'editore anconitano peQuod ripubblica l'opera con l'aggiunta di materiale inedito. Nel 2010 esce La sposa barocca. Sette saggi su Claudia Ruggeri, con interventi, fra gli altri, di Stelvio Di Spigno, Flavio Santi e Mario Desiati.
Buona parte dei suoi manoscritti si trova oggi a Firenze, presso il Gabinetto Vieusseux, a cui sono stati donati dalla famiglia nella primavera 2005.

## Opere
- Inferno minore, «L'Incantiere», Laboratorio di poesia, Univ. di Lecce, 1996 (postumo)
- Inferno minore, con inediti, Ancona, peQuod, 2007 (postumo)
- Canto senza voce, Lecce, Terra d'Ulivi, 2013 (postumo)
- Uovo in versi, Lecce, Terra d'Ulivi, 2015 (postumo)
- Poesie. inferno minore. )e pagine del travaso, a cura di Annalucia Cudazzo, Neviano, Musicaos Editore, 2018 (postumo)[10]

## Studi monografici
- «L'Incantiere» n° 39-40, fascicolo monografico dedicato a Claudia Ruggeri, 1996
- La ragazza dal cappello rosso, in «Nuovi Argomenti», 5ª serie, n° 28, 2004
- Alessandro Canzian, Oppure mi sarei fatta altissima, Lecce, Terra d'Ulivi, 2007
- Augusto Benemeglio, Ritratti, Lecce, Terra d'Ulivi, 2009
- AA.VV., La sposa barocca. Sette saggi su Claudia Ruggeri, Faloppio (CO), LietoColle, 2010
- «Il Fiacre N.9», Claudia Ruggeri: la rappresentazione della singolarità, n° 9, Villapiana (CS), Aljon, 2012
- Elio Scarciglia, Claudia Ruggeri (DVD), Lecce, Terra d'Ulivi, 2013
- AA.VV., Claudia Ruggeri. Oltre i limiti della ragione, a cura di Bonifacio Vincenzi, Francavilla Marittina, Macabor Editore (Sud - I Poeti), 2019
- Mario Fresa, voce Ruggeri, Claudia in Dizionario critico della poesia italiana.1945-2020, a cura di M. Fresa, Firenze, Società Editrice Fiorentina, 2021